# Karl Ernst (Philologe)

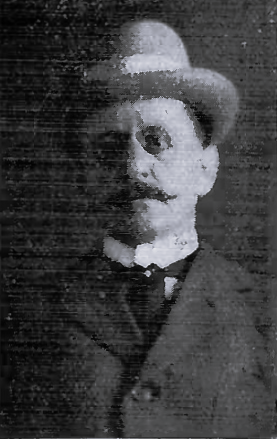
Karl Ernst

Karl Joh. Friedrich Ernst (* 14. Oktober 1857 in Lübtheen; † 26. August 1917 in Lübeck) war ein deutscher Lehrer und Mitgründer des Philologenvereins.

## Leben

### Laufbahn
Ernst war der Sohn des gleichnamigen Kammeringenieurs. Er erhielt Unterricht an der Höheren Bürgerschule der Stadt, besuchte ab 1869 das Gymnasium in Waren und ab 1871 die Oberrealschule in Ludwigslust. Von 1875 bis 1881 betrieb er in den Universitäten in Leipzig, Tübingen, Straßburg und Greifswald sprachliche und historische Studien. Den Sommer 1878 verbrachte er hierfür in der französischen Schweiz. Er studierte zunächst auch Germanische Philologie, dann nur neuere Sprachen, Geschichte, Geographie und Religion. Im Juni 1881 bestand er die Prüfung pro facultate docendi vor der kgl. Prüfungskommission zu Greifswald. Sogleich begann er als wissenschaftlicher Hilfslehrer an der Höheren Bürgerschule in Lübeck, aus ihr ging 1905 das Johanneum hervor, tätig. 1883 wurde ihm eine der neugeschaffenen Oberlehrerstellen an dieser Schule übertragen. Anfang der 1890er Jahre promovierte er mit Syntaktische Studien zu Rabelais: die Congruenz des Participii praeteriti und der Gebrauch der Hulfsverba.
Viele Jahre unterrichtete er auch als Lehrer am Lehrerinnenseminar von Amélie Roquette.
Seine Programmarbeit zum Bericht der Realschule über das 28. Schuljahr der Realschule (1899/1900) behandelte Ferdinand Brunetières Evolutionstheorie.
Im Juni 1917 reiste er zur Genesung nach Bad Nauheim, kehrte jedoch kränker und schwächer zurück und musste um Nachurlaub bis Oktober nachsuchen.
Ernst gehörte 1907 zu den Gründern des Lübecker Neuphilologenvereins. An ihren Verhandlungen und Bestrebungen nahm er stets lebhaften Anteil, erstrebte jedoch nie eine führende Rolle.
Für die Dauer des Krieges hatte er noch am Johanneum „auszuhalten“, verstarb jedoch 1917 an dem bereits länger bestehenden Herzleiden.

### Didaktik
Ernst galt als idealer Lehrer. Ein reger Briefverkehr mit ehemaligen Schülern, die seinem Weg folgten, zeugte von einer regen Verehrung von Seiten der Schüler. Dies lag auch an seiner, wie es damals hieß, „vortrefflichen Methode“ des Unterrichtens. Die sprachliche Unterrichtsmethode seiner Schulzeit war die Grammatik gewesen.
Wie fast alle Neuphilologen seiner Zeit griff Ernst begeistert zu der damals sich durchsetzenden Reformmethode. In Bezug auf Verbesserung der Aussprache und Sprechfertigkeit hat sie viel bewirkt. Nachteilig zeigte sich jedoch, dass manche Forderung der extremen Theorie weit über das Ziel hinausschoss. Er sah, ohne die guten Seiten der Reform zu verkennen und sie abzulehnen, ohne sichere grammatische Grundlage sei ein Sprachunterricht in der Klasse undenkbar.
So kam Ernst zur sogenannten Vermittelnden Methode, mit der er hervorragende Erfolge erzielte. Mit ihr förderte er die Sprachkenntnisse seiner Schüler und gab ihnen ein Fundament, auf dem sich aufbauen ließ.

## Schriften
- Syntaktische Studien zu Rabelais (Die Congruenz des Participii praeteriti und der Gebrauch der Hulfsverba). 1900.
- Die Evolutionstheorie des französischen Literaturhistorikers Ferdinand Brunetière. Programmarbeit, 1900.
- Lebenswege. Beim Handwerk. Lehrzeit, Gesellen- und Wanderjahre. Neustadt i. Schwarzwald, Verlag von Karl Wehrle. 1911.